# Georges Lemare
Georges Lemare (né le 16 novembre 1917 à Barenton, décédé le 26 janvier 1948 à Romainville, était un aviateur français qui s'est distingué au cours de la Seconde Guerre mondiale. Avec 13 victoires aériennes homologuées, il est l'un des premiers as français de la Seconde Guerre Mondiale.

## Campagne de France
George Lemare s'engage dans l'Armée de l'air dès l'âge de 19 ans et obtient son brevet de pilote au bout de deux mois, en juillet 1937. Il est affecté dès janvier 1938 au Groupe de Chasse I/4 basé à Reims et volant sur le chasseur Curtiss Hawk 75 américain. Dès le 13 janvier 1940, il parvient à forcer un bombardier allemand Dornier Do 17 à se poser en territoire français à l'issue d'un combat. Il obtient une seconde victoire aérienne lors de l'invasion allemande, en descendant un Junkers Ju 88 près de Zeebruges le 20 mai.
Au moment de l'Armistice, George Lemare a été cité quatre fois à l'ordre de l'armée. Il suit son unité, qui se replie à Dakar.

## Armée de l'air de Vichy
À Dakar, Lemare remporte une nouvelle victoire le 24 septembre 1940, sur un Fairey Swordfish britannique, et endommage un Short Sunderland le 28. 
Revenu en métropole en juillet 1942, il tente de s'enfuir lorsque les allemands envahissent la zone libre en novembre 1942 mais est capturé en Espagne et effectue six mois de prison avant de parvenir à rejoindre son ancienne unité en Afrique du Nord.
Reprenant le combat, le GC I/4 est affecté au Coastal Command britannique et vole sur P-39 Airacobra. Lemare fait partie des volontaires qui suivent Louis Delfino afin de créer un groupe de chasse français se battant sur le front russe, le Groupe Normandie.

## Normandie-Niémen

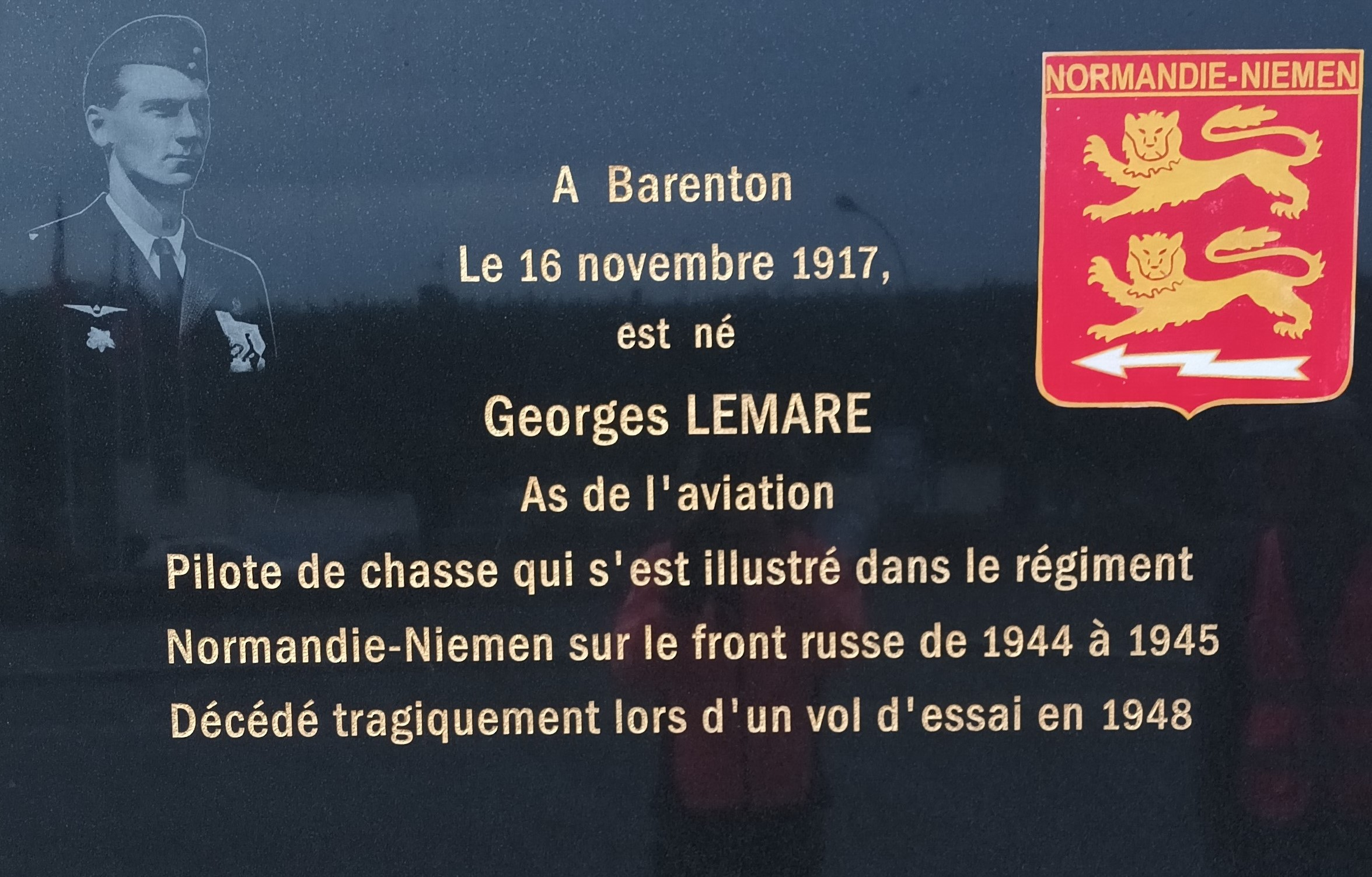
La plaque commémorative à Barenton.

Il rejoint le groupe Normandie le 18 mars 1944, qui vole sur Yak-3, un superbe chasseur de conception soviétique. Il remporte sa première victoire en Russie en abattant un chasseur allemand le 20 octobre. Il obtient 9 victoires, toutes remportées sur des chasseurs, lors de son séjour en Union soviétique. Sa dernière victime est un Messerschmitt Bf 109, abattu le 27 mars 1945 en province de Prusse-Orientale.
À la fin de la guerre, Lemare revient en France avec le groupe et ses appareils, Staline ayant décidé que les pilotes français pouvaient repartir avec ceux-ci. Il quitte l'armée peu de temps après pour se lancer dans l'aviation commerciale, devenant instructeur chez Air France dès janvier 1947.
Il meurt au cours d'un vol d'essai sur un Bloch 161 le 26 janvier 1948.

## Décorations
- Chevalier de la Légion d'honneur
- Médaille militaire
- Croix de guerre 1939–1945
- Ordre du Drapeau rouge
- Médaille pour la victoire sur l'Allemagne dans la Grande Guerre patriotique de 1941-1945 (URSS)